# Stazione di Bosco Redole
Stazione di Bosco Redole vasútállomás Olaszországban, Molise régióban, San Giuliano del Sannio településen.

## Vasútvonalak
Az állomást az alábbi vasútvonalak érintik:
- Termoli–Venafro-vasútvonal
- Bosco Redole–Benevento-vasútvonal

## Kapcsolódó állomások
A vasútállomáshoz az alábbi állomások vannak a legközelebb: 
- Stazione di Guardiaregia